# Crassatina modesta
Crassatina modesta is een tweekleppigensoort uit de familie van de Crassatellidae. De wetenschappelijke naam van de soort is voor het eerst geldig gepubliceerd in 1869 door Adams H..